# Грейндж (Слайго)
Грейндж (англ. Grange; ирл. An Ghráinseach) — деревня в Ирландии, находится в графстве Слайго (провинция Коннахт).
Здесь родилась актриса и танцовщица, фаворитка короля Баварии Людвига I Лола Монтес (1821—1861).

## Демография
Население — 383 человека (по переписи 2006 года). В 2002 году население составляло 225 человек.
Данные переписи 2006 года:
| Общие демографические показатели |               |                               |                               |      |      |
| Всё население                    | Всё население | Изменения населения 2002—2006 | Изменения населения 2002—2006 | 2006 | 2006 |
| 2002                             | 2006          | чел.                          | %                             | муж. | жен. |
| 225                              | 383           | 158                           | 70,2                          | 189  | 194  |